# نعمان علي خان
نعمان علي خان خطيب أمريكي مسلم ومدرس للغة العربية وقد تم إنشاء معهد بينة للدراسات القرآنية واللغة العربية  على يديه، بعد أن كان محاضراً في اللغة العربية في ُكلية مجتمع ناساو . وقد تم تصنيفه من قبل المركز الملكي للبحوث الإسلامية الاستراتيجية في الأردن ضمن أكثر 500 مسلم مؤثرين في العالم.

## بداية حياته
ولد خان في ألمانيا لأسرة باكستانية وقضى مرحلة ما قبل المدرسة في قطاع شرقي برلين. انتقل والده لاحقاً للعمل في سفارة باكستان في الرياض، المملكة العربية السعودية، وهناك دخل خان مدرسة السفارة الباكستانية من الصف الثاني حتى الثامن. بعث والده بالعائلة إلى نيويورك عندما أصبح هو في سن الشباب.

## المؤلفات
ألّف خان كتابين: أحدهما كتاب Divine Speech: Exploring Quran As Literature طبعه بنفسه وصدر عن منشورات البينة في عام 2016، و الآخر كتاب Revive Your Heart: Putting Life in Perspective , صدر عن Kube Publishing في عام 2017. لديه أيضاً ثلاثة كتب للنصوص العربية المُدرسة في دورات معهد بينة واللتي اشترك في تأليفها ونشرها بنفسه.